# 미나미아다치군

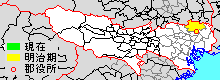
도쿄부 미나미아다치군의 범위

미나미아다치군(南足立郡, みなみあだちぐん)은 도쿄부에 설치되었던 군이다.
군의 이름은 무사시국 아다치군을 사이타마현에 속하는 지역과 도쿄부에 속하는 지역으로 나누었을 때, 북쪽의 사이타마현측을 기타아다치군, 남쪽의 도쿄부측을 미나미아다치군으로 한 것에서 유래했다.

## 군역
- 아다치구(야나기하라를 제외한 전역)

## 역사

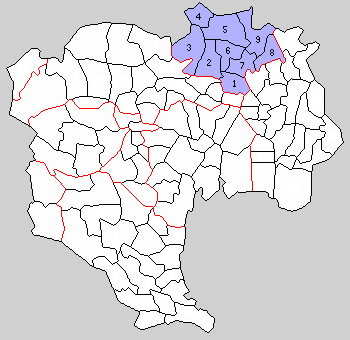
1.센주정 2.니시아라이촌 3.고호쿠촌 4.도네리촌 5.후치에촌 6.우메지마촌 7.아야세촌 8.히가시후치에촌 9.하나하타촌

- 1878년 11월 2일 - 군구정촌 편제법의 시행으로 무사시국 아다치군에서 도쿄부에 속한 지역으로 미나미아다치군(南足立郡)이 발족.
- 1889년 5월 1일 - 정촌제 시행으로 아래 정촌이 발족. 전역이 현 아다치군에 속함 (1정 8촌)
  - 센주정(千住町)
  - 니시아라이촌(西新井村)
  - 고호쿠촌(江北村)
  - 도네리촌(舎人村])
  - 후치에촌(渕江村)
  - 우메지마촌(梅島村)
  - 아야세촌(綾瀬村)
  - 히가시후치에촌(東渕江村)
  - 하나하타촌(花畑村)
- 1899년 7월 1일 - 후치에촌의 일부가 분리되어 이코촌(伊興村)이 발족. (1정 9촌)
- 1928년
  - 10월 1일 - 우에지마촌이 우메지마정(梅島町)이 됨 (2정 8촌)
  - 11월 10일 - 니시아라이촌이 니시아라이정(西新井町)이 됨. (3정 7촌)
- 1932년 10월 1일 - 전역이 도쿄시에 편입되어 군역 전체가 아다치구(足立区)가 됨. 미나미아다치군 소멸.

## 같이 보기
- 기타아다치군